# Distretto di Phrai Bueng
Il distretto di Phrai Bueng (in thailandese: ไพรบึง) è un distretto (amphoe) della Thailandia, situato nella provincia di Sisaket.